# Blenz

Blenz là một hệ thống bao gồm các cửa hàng cà phê. Cửa hàng đầu tiên được mở tại phố Robson, Vancouver, British Columbia (Canada) vào năm 1992. Blenz hiện có chi nhánh tại Trung Quốc, Nhật Bản.